# Ligas
Inom biokemi är ett ligas ett enzym som kan katalysera sammanfogningen (ligering) av två stora molekyler genom att bilda en ny kemisk bindning. Detta är typiskt via hydrolys av en liten vidhängande kemisk grupp på en av de större molekylerna eller enzymet som katalyserar sammankopplingen av två föreningar, till exempel enzymer som katalyserar sammanfogningen av CO, CS, CN, etc. I allmänhet katalyserar ett ligas följande reaktion:
Ab + C → A–C + b
eller ibland
Ab + cD → A–D + b + c + d + e + f
där de små bokstäverna kan beteckna de små, beroende grupperna. Ligas kan förena två komplementära fragment av nukleinsyra och reparera enkelsträngade brott som uppstår i dubbelsträngat DNA under replikering.
Ligas används framförallt som ett gentekniskt verktyg där det fogar ihop DNA-fragment.

## Nomenklatur
De vanliga namnen på ligaser inkluderar ofta ordet "ligas", som DNA-ligas, ett enzym som vanligtvis används i molekylärbiologiska laboratorier för att sammanfoga DNA-fragment. Andra vanliga namn för ligaser innehåller ordet "syntetas", eftersom de används för att syntetisera nya molekyler.
Biokemisk nomenklatur har ibland särskilt syntetaser från syntaser och ibland behandlat orden som synonymer. Enligt en definition använder syntaser inte energi från nukleosidtrifosfater (som ATP, GTP, CTP, TTP och UTP), medan syntetaser använder nukleosidtrifosfater. Det sägs också att ett syntas är ett lyas (ett lyas är ett enzym som katalyserar brytningen av olika kemiska bindningar på andra sätt än hydrolys och oxidation, ofta bildar en ny dubbelbindning eller en ny ringstruktur) och som inte kräver någon energi, medan ett syntetas är ett ligas (ett ligas är ett enzym som binder två kemikalier eller föreningar) och kräver därför energi. Men Joint Commission on Biochemical Nomenclature (JCBN) anger att "syntas" kan användas för vilket enzym som helst som katalyserar syntes (oavsett om det använder nukleosidtrifosfater eller inte), medan "syntetas" ska användas synonymt.

## Klassificering
Ligaser klassificeras som EC 6 i EG-nummerklassificeringen av enzymer. Ligaser kan ytterligare klassificeras i sex underklasser:
- EC 6.1  omfattar ligaser som används för att bilda kol-syrebindningar
- EC 6.2  omfattar ligaser som används för att bilda kol-svavelbindningar
- EC 6.3 omfattar ligaser som används för att bilda kol-kvävebindningar (inklusive argininosuccinatsyntetas )
- EC 6.4  omfattar ligaser som används för att bilda kol-kolbindningar
- EC 6.5  omfattar ligaser som används för att bilda fosforesterbindningar
- EC 6.6  omfattar ligaser som används för att bilda kväve-metallbindningar, som i kelataserna.

## Membranförbundna ligaser
Vissa ligaser är förbundna med biologiska membran som perifera membranproteiner eller förankrade genom en enda transmembranhelix, till exempel vissa ubiquitinligasrelaterade proteiner.

## Etymologi och uttal
Ordet ligas använder kombinerande former av lig- (från det latinska verbet ligāre, "att binda" eller "att binda ihop") + -ase (betecknar ett enzym), vilket ger "bindande enzym".